# デジタルボイスステーション
デジタルボイスステーションとは、ラジオたんぱ（ラジオNIKKEI）とBSラジオNIKKEIで放送されていた、アニラジを放送する枠。
2000年12月にBSデジタルラジオのBSラジオNIKKEIが放送開始したことにより、この名称が付けられた。
「BSラジオNIKKEIでテレビ画面に表示されるキーワードを書いて送ると抽選で1万円が当たる」「番組パーソナリティが出題するクイズにデータ放送で答えて正解すると、抽選で1万円プレゼント」などのキャンペーンなどを行った。
2006年3月に、国の方策としてBSラジオNIKKEIが放送終了となったため、この名称は廃止された。

## 主な番組
- ヘルシーメルシー☆
- 南央美のヒーリングルーム
- 由紀&ともみのビタミンラジオ
- 谷本貴義のOverdrive!!
- 南央美のせんせいのお時間
- 笠原弘子のおかわり自由（AM KOBE（ラジオ関西）でも放送された）
- 三重野瞳の食う寝るしゃべる!
- いのくちゆかのHolly Kingdom Night
- いのくちゆかのヘルシーメルシー☆
- えびす屋2号店
- 結城比呂のVRステーション
- 須藤まゆみのリズミックス